# Будь-якою ціною (фільм, 2016)
«Будь-якою ціною» (англ. Hell or High Water) — американський кримінально-драматичний фільм, знятий Девідом Маккензі. Світова прем'єра стрічки відбулась 16 травня 2016 року на Каннському кінофестивалі, в Україні — 25 серпня 2016 року. Фільм розповідає про двох братів, які вирішують пограбувати декілька банків, котрі багато років обкрадають своїх боржників.

## Сюжет
Тобі та Тенер — двоє братів з бідної техаської родини. У них щойно померла матір. Тобі — розлучений батько двох синів, який донедавна доглядав маму. Тенер — постійний гість у в'язницях, ось і тепер він зовсім недавно вийшов з в'язниці. Задля погашення кредиту на родинне ранчо хлопці здійснюють пограбування декількох дрібних банків у Техасі. Розслідування починають рейнджери на чолі з майже пенсіонером Гамілтоном, який постійно глузує зі свого підлеглого і напарника напівіндіанця Паркера.

## У ролях
- Джефф Бріджес — Маркус Гамілтон
- Кріс Пайн — Тобі Говард
- Бен Фостер — Теннер Говард
- Гіл Бірмінгем — Альберто Паркер
- Марін Айрленд — Деббі Говард
- Кеті Міксон — Дженні Енн
- Дейл Діккі — Елсі
- Кевін Ранкін — Біллі Рейберн
- Ембер Мідфандер — Вернон Теллер

## Виробництво
Зйомки фільму почались 26 травня 2015 року в Кловісі.

## Сприйняття

### Критика
Фільм отримав позитивні відгуки від критиків. На вебсайті Rotten Tomatoes стрічка має рейтинг 99 % за підсумком 83 рецензій критиків, а її середній бал становить 8.5/10. На Metacritic фільм отримав 86 балів зі 100 на основі 35 рецензій, що вважається «загальним схваленням».

### Нагороди й номінації
| Список нагород і номінацій           | Список нагород і номінацій | Список нагород і номінацій           | Список нагород і номінацій | Список нагород і номінацій | Список нагород і номінацій |
| Кінопремія                           | Дата церемонії             | Категорія                            | Номінант(и)                | Результат                  | Дж                         |
| ------------------------------------ | -------------------------- | ------------------------------------ | -------------------------- | -------------------------- | -------------------------- |
| Американський інститут кіномистецтва | 6 січня 2017               | 10 найкращих фільмів року            | «Будь-якою ціною»          | Перемога 9 місце           | [ 7 ] [ 8 ]                |
| Каннський кінофестиваль              | 22 травня 2016             | Найкращий фільм «Особливого погляду» | «Будь-якою ціною»          | Номінація                  | [ 9 ]                      |
| Кінопремія «Готем»                   | 28 листопада 2016          | Найкращий актор                      | Джефф Бріджес              | Номінація                  | [ 10 ] [ 11 ]              |
| Кінопремія «Готем»                   | 28 листопада 2016          | Найкращий сценарій                   | Тейлор Шерідан             | Номінація                  | [ 10 ] [ 11 ]              |
| Премія AACTA                         | 6 січня 2017               | Найкращий актор другого плану        | Джефф Бріджес              | Номінація                  | [ 12 ] [ 13 ]              |
| Премія AACTA                         | 6 січня 2017               | Найкращий сценарій                   | Тейлор Шерідан             | Номінація                  | [ 12 ] [ 13 ]              |
| Премія БАФТА                         | 12 лютого 2017             | Найкращий актор                      | Джефф Бріджес              | Номінація                  | [ 14 ]                     |
| Премія БАФТА                         | 12 лютого 2017             | Найкращий оригінальний сценарій      | Тейлор Шерідан             | Номінація                  | [ 14 ]                     |
| Премія БАФТА                         | 12 лютого 2017             | Найкращий оператор                   | Джиллз Натгенс             | Номінація                  | [ 14 ]                     |
| Премія Гільдії кіноакторів США       | 29 січня 2017              | Найкращий актор другого плану        | Джефф Бріджес              | Номінація                  | [ 15 ]                     |
| Премія Гільдії продюсерів США        | 28 січня 2017              | Найкращий продюсер фільму            | Карла Гекен, Джулі Йорн    | Номінація                  | [ 16 ]                     |
| Премія Гільдії сценаристів США       | 19 лютого 2017             | Найкращий оригінальний сценарій      | Тейлор Шерідан             | Номінація                  | [ 17 ]                     |
| Премія «Золотий глобус»              | 8 січня 2017               | Найкращий фільм — драма              | «Будь-якою ціною»          | Номінація                  | [ 18 ] [ 19 ]              |
| Премія «Золотий глобус»              | 8 січня 2017               | Найкращий актор другого плану        | Джефф Бріджес              | Номінація                  | [ 18 ] [ 19 ]              |
| Премія «Золотий глобус»              | 8 січня 2017               | Найкращий сценарій                   | Тейлор Шерідан             | Номінація                  | [ 18 ] [ 19 ]              |
| Премія «Незалежний дух»              | 25 лютого 2017             | Найкращий актор другого плану        | Бен Фостер                 | Перемога                   | [ 20 ]                     |
| Премія «Незалежний дух»              | 25 лютого 2017             | Найкращий сценарій                   | Тейлор Шерідан             | Номінація                  | [ 20 ]                     |
| Премія «Незалежний дух»              | 25 лютого 2017             | Найкращий монтаж                     | Джейк Робертс              | Номінація                  | [ 20 ]                     |